# Müllemich
Die Ortschaft Müllemich ist ein Ortsteil der Gemeinde Lindlar, Oberbergischen Kreis im Regierungsbezirk Köln in Nordrhein-Westfalen. 

## Lage und Beschreibung
Müllemich liegt im südwestlichen Lindlar zwischen den Ortschaften Schmitzhöhe und Hohkeppel oberhalb des Lennefer Bachs.
Der Wanderweg Rund um Lindlar durchläuft den Ort.

## Geschichte
1278 wurde der Ort das erste Mal urkundlich erwähnt. Schreibweise der Erstnennung: moelenmich.
Aufgrund § 10 und § 14 des Köln-Gesetzes wurde 1975 die Gemeinde Hohkeppel aufgelöst und umfangreiche Teile in Lindlar eingemeindet. Darunter auch Müllemich.

## Sehenswürdigkeiten
Im Ort gibt es zwei unter Denkmalschutz stehende Gebäude:
- Müllemich 15/17 und
- Müllemich 19.
- Naturdenkmal Linde südl. Müllemich 11/13 (Ce ND 25 bzw. 2.3-25)[3][4]

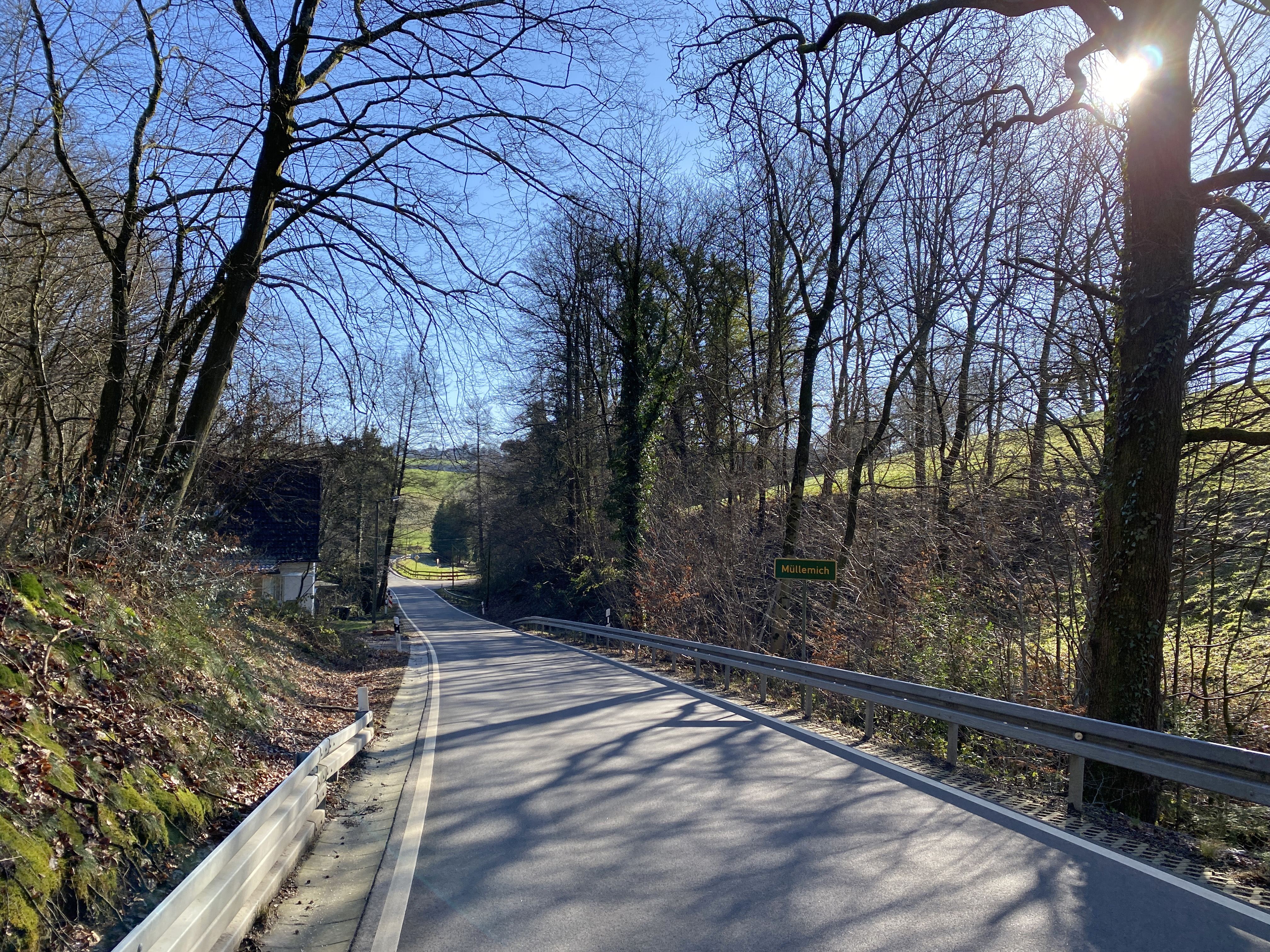
nördl. Ortseinfahrt (K 38)
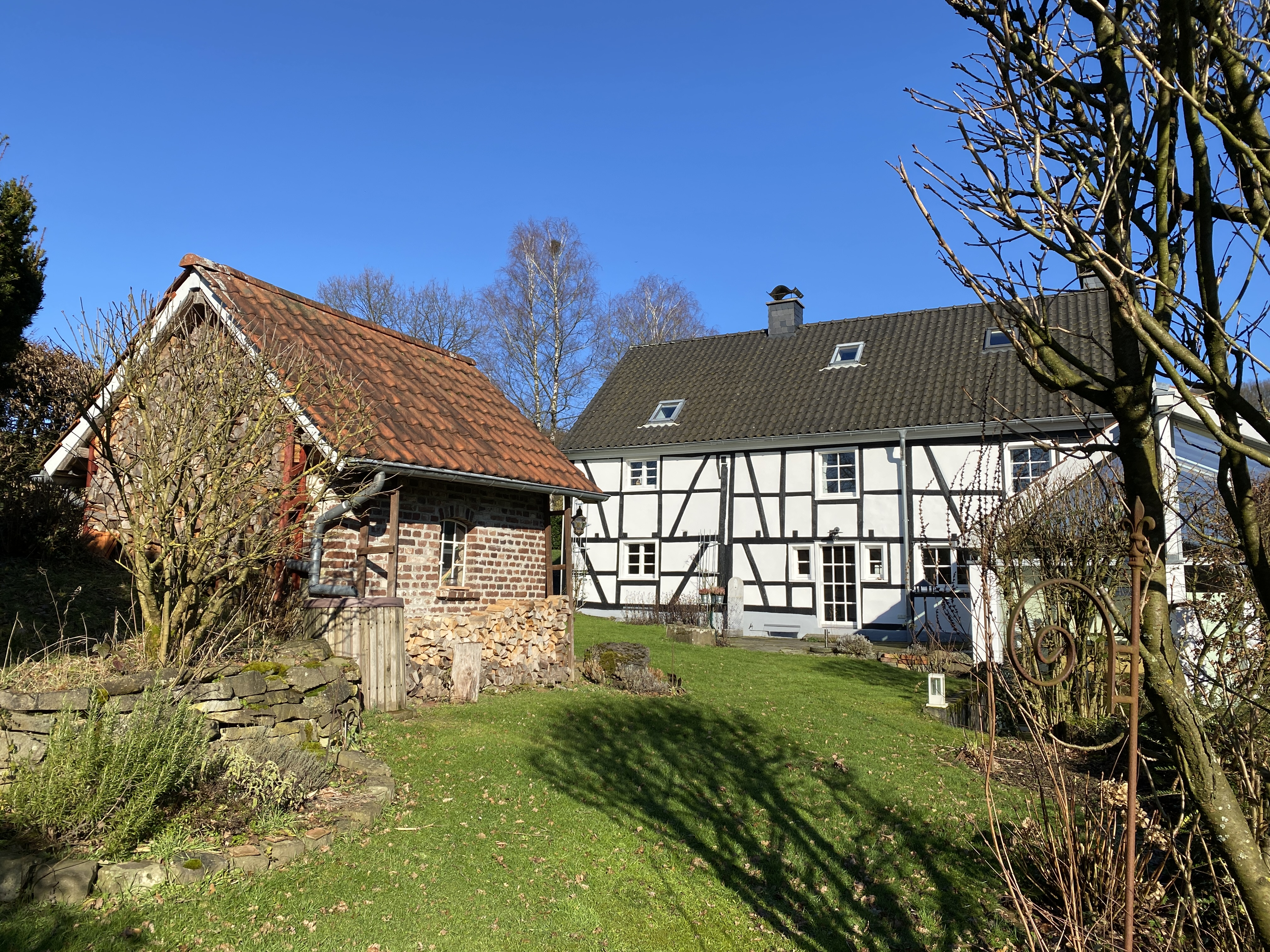
Baudenkmal Müllemich 19
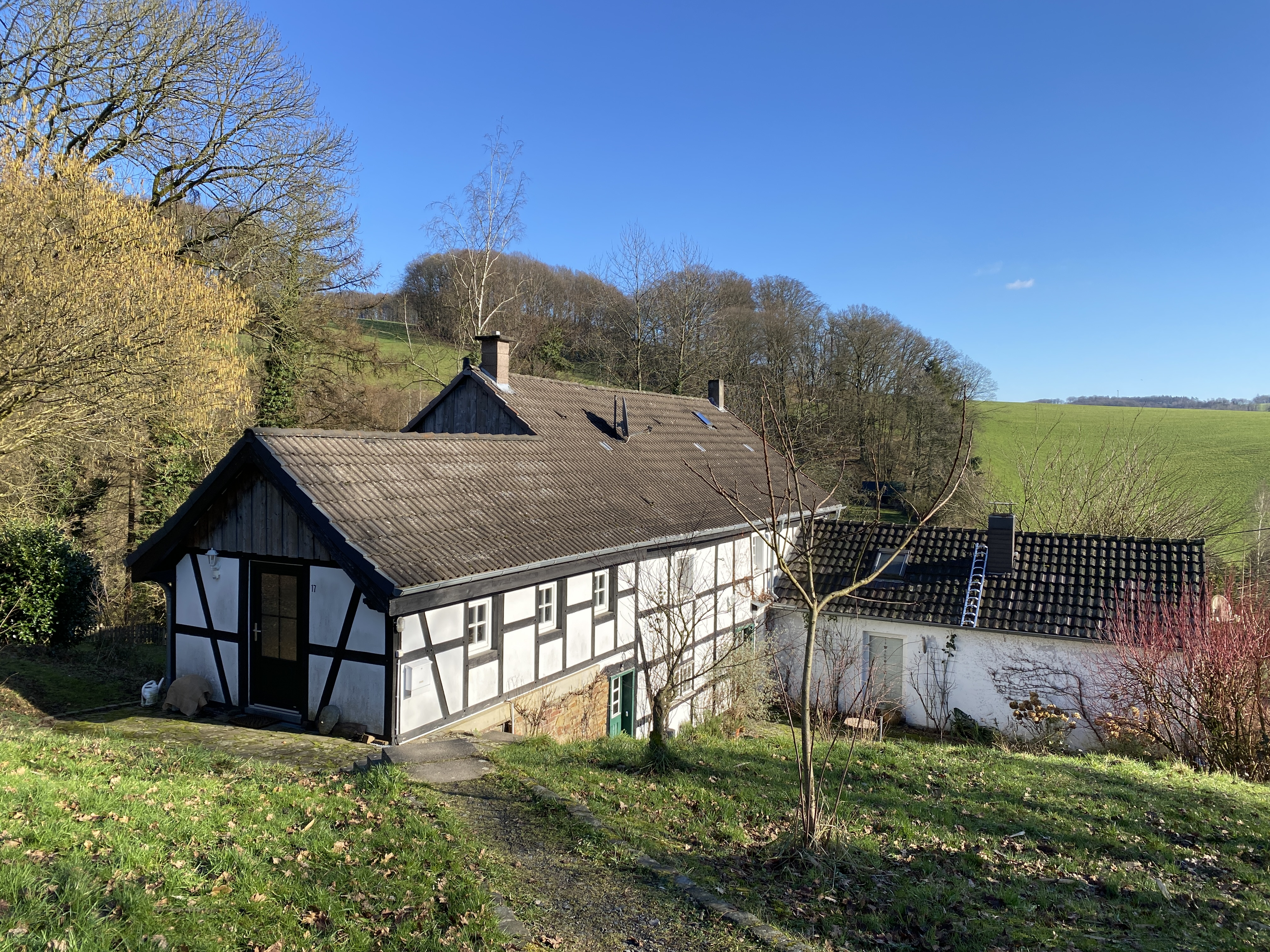
Baudenkmal Müllemich 15/17
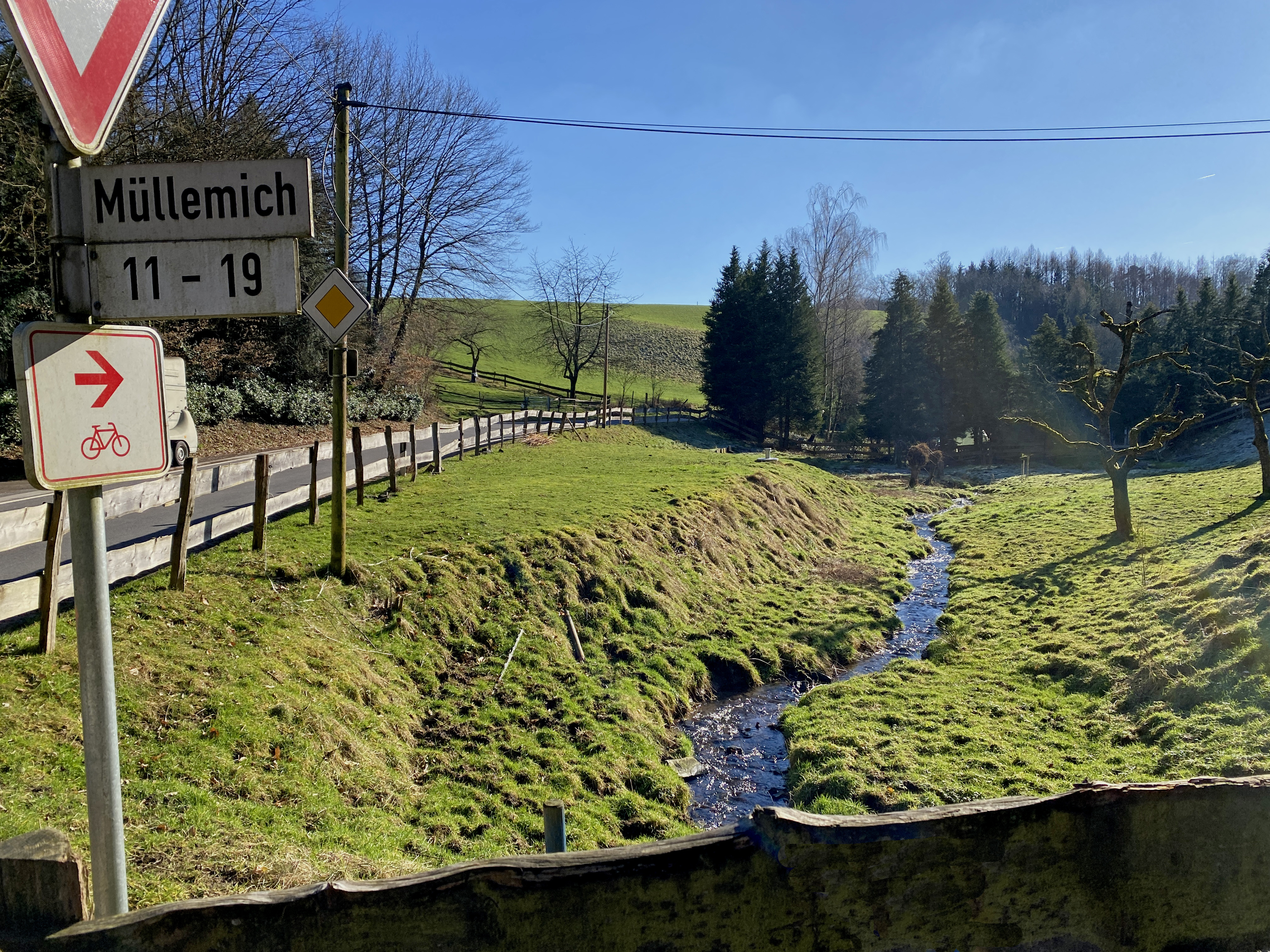
Müllemicher Bach an der Ortseinfahrt